# Volby do Zastupitelstva hlavního města Prahy 1998
Volby do Zastupitelstva hlavního města Prahy 1998 proběhly v rámci voleb do zastupitelstev obcí České republiky ve dnech 18. a 14. listopadu. Voleno bylo celkem 55 zastupitelů, vítězem voleb se stala Občanská demokratická strana. Voleb se zúčastnilo 39,17 % oprávněných voličů.
Rada hl. m. Prahy vyhlásila 10 volebních obvodů, z toho obvody I., III., V., VI. a X. byly pětimandátové a obvody II., IV., VII., VIII. a IX. šestimandátové.

## Výsledky hlasování
|        |                                               |                    |          |             |     |
| Strana | Strana                                        | Počet hlasů (abs.) | %        | Zastupitelé | +/- |
|        | Občanská demokratická strana                  | 765 777            | 36,88 %  | 21          | -2  |
|        | Čtyřkoalice                                   | 582 867            | 28,07 %  | 16          | -   |
|        | Česká strana sociálně demokratická            | 363 917            | 17,53 %  | 10          | +5  |
|        | Komunistická strana Čech a Moravy             | 207 977            | 10,02 %  | 8           | +2  |
|        | Sdružení ČSNS, SZ, KAN, D92, MDS, NEZ, PB, OK | 56 066             | 2,70 %   | 0           | -   |
|        | Pražané Praze                                 | 33 095             | 1,59 %   | 0           | -   |
|        | Iniciativa pražských občanů                   | 21 736             | 1,05 %   | 0           | -   |
|        | ostatní celkem                                |                    |          | 0           | -   |
| celkem | celkem                                        | 2 076 461          | 100,00 % | 55          | 0   |